# Copiphana pianii
Copiphana pianii là một loài bướm đêm trong họ Noctuidae.